# Nematobrycon palmeri
Nematobrycon palmeri Eigenmann, 1911 è un pesce osseo d'acqua dolce che appartiene alla famiglia Characidae, proveniente dalla Colombia.

## Descrizione
Presenta un corpo molto compresso lateralmente. La colorazione è grigia-argentata, talvolta azzurrina, con un'ampia fascia nera orizzontale che parte dalla bocca e arriva fino alla pinna caudale. Le altre pinne sono trasparenti, la testa è piccola con gli occhi grandi.
Il dimorfismo sessuale non è molto evidente, tuttavia i maschi hanno le pinne più allungate ed una colorazione più intensa e ha gli occhi tendenti all'azzurro e un prolungamento della striscia nera che attraversa la coda . Non supera i 4,5 cm.

## Biologia

### Comportamento
In genere è un pesce pacifico e vivace, ma nel periodo riproduttivo i maschi possono diventare territoriali. Nuota in piccoli gruppi, composti da circa 5 esemplari.

### Alimentazione
È prevalentemente carnivoro e si nutre di crostacei ed anellidi.

### Riproduzione
È oviparo e la fecondazione è esterna. Le uova vengono disperse nell'acqua. Non ci sono cure verso di esse e verso gli avannotti.

## Distribuzione e habitat
Proviene dalla Colombia, in particolare dagli affluenti dei fiumi San Juan e Atrato.

## Acquariofilia
Viene spesso allevato in acquario perché ha un temperamento pacifico ed è adatto alle vasche di comunità, ma deve stare in gruppi. Può riprodursi in cattività. In acquario ne sono state selezionate diverse varietà, tra cui quella "black", completamente nera.